# Euryglossa adelaidae
Euryglossa adelaidae är en biart som beskrevs av Cockerell 1905. Euryglossa adelaidae ingår i släktet Euryglossa och familjen korttungebin. Inga underarter finns listade i Catalogue of Life.

## Bildgalleri

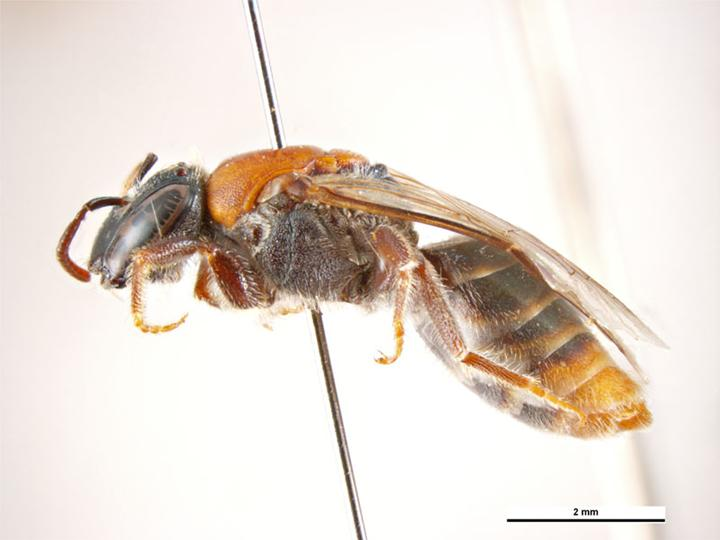
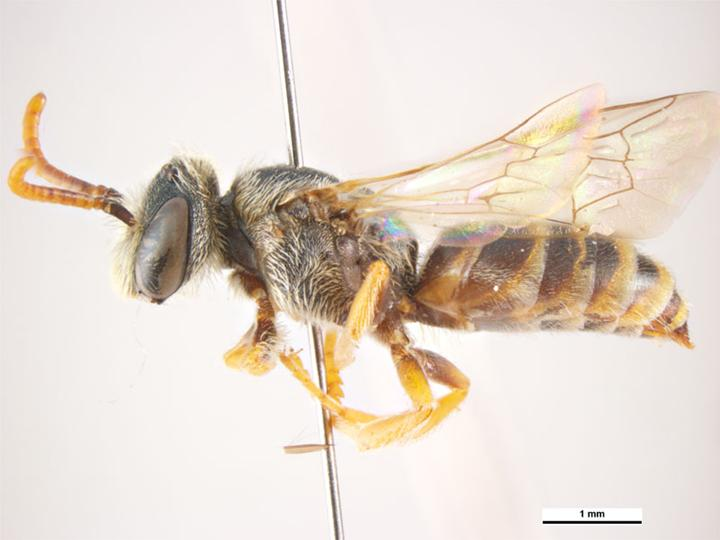
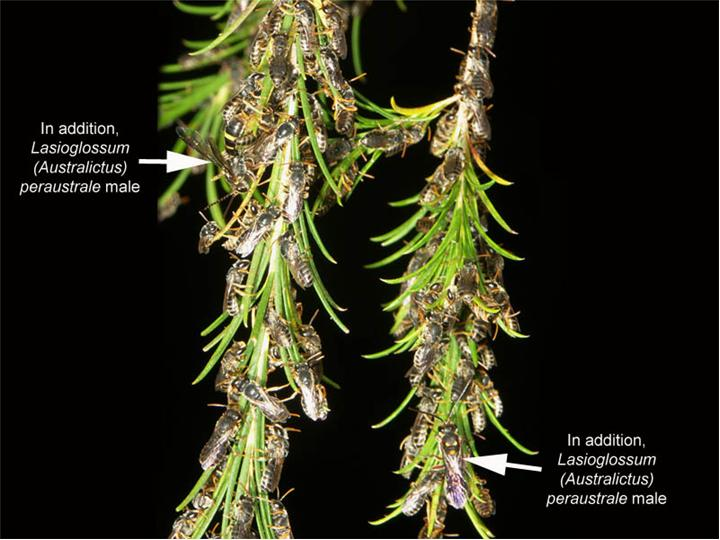
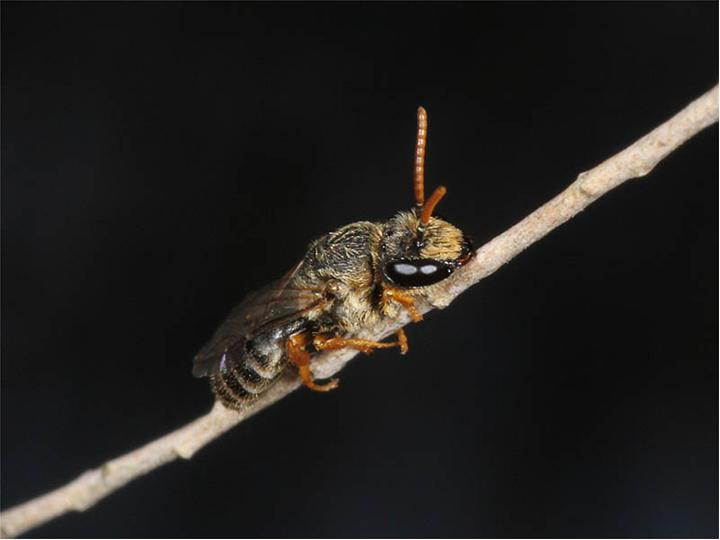